# Chile ved sommer-OL 2016
Chile deltog ved sommer-OL 2016 i Rio de Janeiro, som blev arrangeret i perioden 5. august til 21. august 2016. Der deltog 42 chilenske atleter, herunder 25 mænd og 17 kvinder, i 16 forskellige sportsgrene.

## Medaljer
| 2016 Rio de Janeiro | Guld | Sølv | Bronze | Total |
| Chile               | 0    | 0    | 0      | 0     |